# Utetheisa fatua
Utetheisa fatua är en fjärilsart som beskrevs av Heyn. 1906. Utetheisa fatua ingår i släktet Utetheisa och familjen björnspinnare. Inga underarter finns listade i Catalogue of Life.